# Fly High (Shaggy)
Fly High è una canzone scritta da Orville Burrell, Marc F. Jackson e Sonja Raith ed interpretata dal cantante Shaggy in collaborazione con Gary "Nesta" Pine, pubblicata come singolo il 5 giugno 2009.

## Il video
Il video musicale prodotto per Fly High è stato diretto dal regista Norman Hafezi, e mostra Shaggy e Gary Pine, insieme ad alcune ragazze in diverse location a Miami.

## Classifiche
| Classifica (2009) | Posizione massima |
| ----------------- | ----------------- |
| Austria           | 22                |
| Belgio (Fiandre)  | 54                |
| Belgio (Vallonia) | 65                |
| Francia           | 31                |
| Germania          | 43                |
| Italia            | 4                 |
| Svizzera          | 53                |